# Liste der geschützten Landschaftsbestandteile in Deutschland

Sonderschild Geschützter Landschaftsbestandteil, Bayerisches Landesamt für Umwelt

Die Liste der geschützten Landschaftsbestandteile in Deutschland ist nach Bundesland unterteilt. Geschützter Landschaftsbestandteil sind in der Regel kleinräumige, überschaubare Strukturen. Rechtsgrundlage ist § 29 Bundesnaturschutzgesetz.

## Liste
- Liste der geschützten Landschaftsbestandteile in Baden-Württemberg
- Liste der geschützten Landschaftsbestandteile in Bayern
- Liste der geschützten Landschaftsbestandteile in Berlin
- Liste der geschützten Landschaftsbestandteile in Brandenburg
- Liste der geschützten Landschaftsbestandteile in der Freien Hansestadt Bremen
- Liste der geschützten Landschaftsbestandteile in Hamburg
- Liste der geschützten Landschaftsbestandteile in Hessen
- Liste der geschützten Landschaftsbestandteile in Mecklenburg-Vorpommern
- Liste der geschützten Landschaftsbestandteile in Niedersachsen
- Liste der geschützten Landschaftsbestandteile in Nordrhein-Westfalen
- Liste der geschützten Landschaftsbestandteile in Rheinland-Pfalz
- Liste der geschützten Landschaftsbestandteile im Saarland
- Liste der geschützten Landschaftsbestandteile in Sachsen
- Liste der geschützten Landschaftsbestandteile in Sachsen-Anhalt
- Liste der geschützten Landschaftsbestandteile in Schleswig-Holstein
- Liste der geschützten Landschaftsbestandteile in Thüringen